# Yass (musica)
Yass (Jass) è uno stile musicale polacco di jazz d'avanguardia nato alla fine degli anni ottanta, che mescola jazz, musica improvvisata, punk rock e folk.

## Storia
Lo stile iniziò con i musicisti jazz d'avanguardia di Tripla Città e Bydgoszcz, dove il jazz club Mózg divenne la sede non ufficiale degli artisti di Yass, con la propria etichetta che pubblicò una serie di produzioni Yass.
Il termine Yass è stato coniato dal bassista e chitarrista Tymon Tymański, dal clarinettista Mazzoll e dal chitarrista Tomasz Gwinciński, che hanno voluto sottolineare la novità del nuovo stile. Il primo album di Yass è generalmente considerato Tańce bydgoskie di Trytony.
Anche se spesso attraversa generi, la musica Yass può essere ampiamente descritta come uno stile di jazz spesso aritmico e altamente improvvisato. Il periodo più importante del Yass fu negli anni novanta, con molti gruppi attivi che eseguivano e pubblicavano album, tra cui Miłość, Łoskot, Trytony e Mazzoll & Arhythmic Perfection. Una buona panoramica della scena Yass esiste nella compilation Cały ten Yass! pubblicata dalla rivista Jazz Forum poco dopo il periodo di massimo splendore del genere.